# 観無量寿経
『観無量寿経』（かんむりょうじゅきょう）は、大乗仏教の経典の一つ。別名『観無量寿仏経』、『無量寿仏観経』、『無量寿観経』ともいい、『観経』と略称される。
サンスクリット原典は現存しておらず、その存在を裏付けるチベット語訳もない。現存しているのは南朝宋の畺良耶舎による漢訳のみで大正蔵に収録されている。そしてその内容的問題も絡んで『観経』の撰述地について、中国説・インド説・中央アジア説が発表されている。しかし漢訳しか現存しない『観経』について，内容等から撰述地を確定し実証するのは，現状では不可能であろうともいわれている。

## 訳本

### 漢訳

#### 畺良耶舎訳の仏説観無量寿経

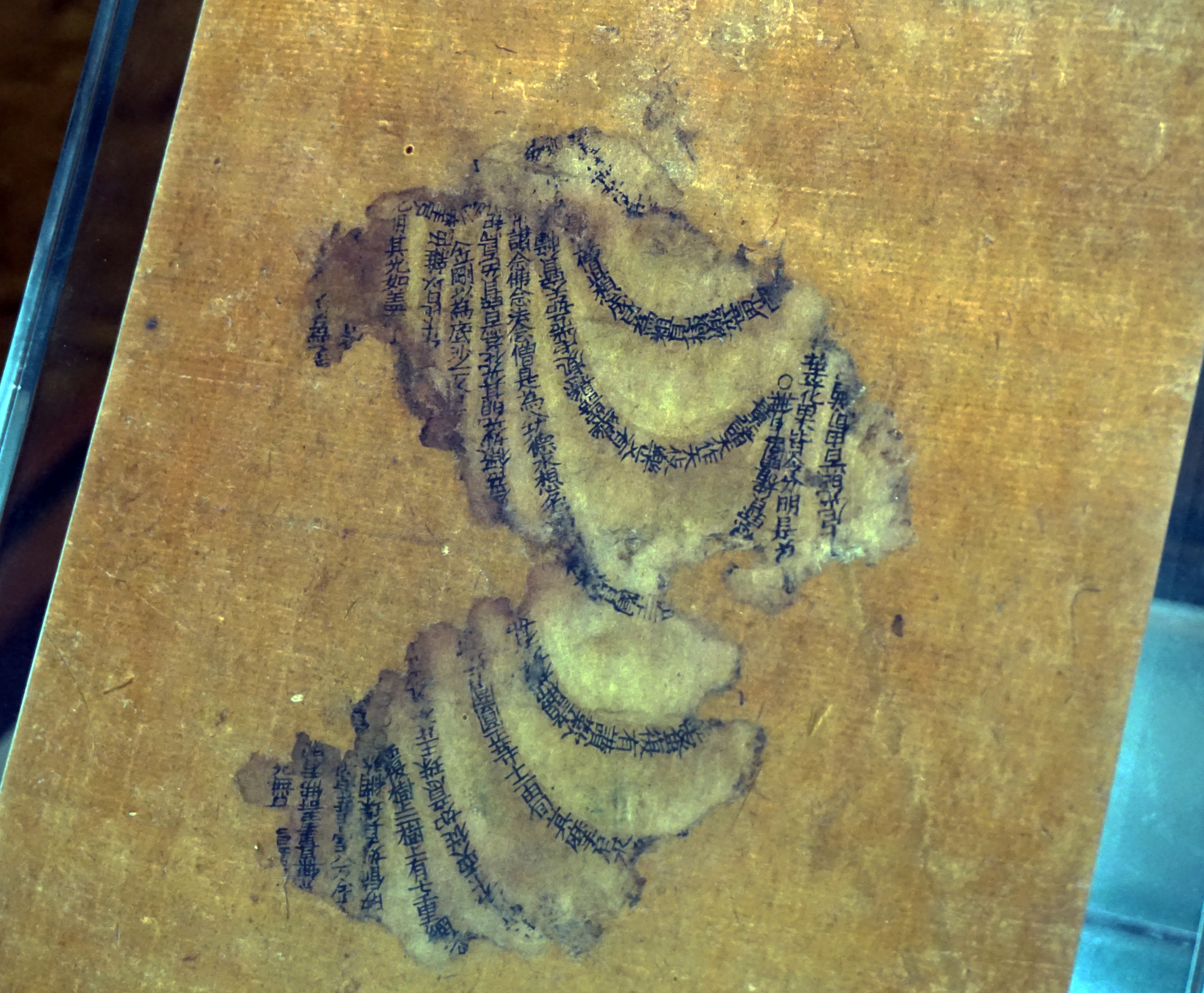
現存最古の活字印刷物である『仏説観無量寿経』残頁。

- 『仏説観無量寿経』1巻　劉宋の畺良耶舎訳。
  - 日本の浄土教の根本聖典の一つ。
  - 法然により『仏説無量寿経』（康僧鎧訳）、『仏説阿弥陀経』（鳩摩羅什訳）とともに「浄土三部経」と称されている。
  - 『大正新脩大蔵経』の収録名は『佛説觀無量壽佛經』である。

#### 曇摩蜜多の観無量寿経
- 『観無量寿経』1巻　劉宋の曇摩蜜多訳。残存せず認められていない。
  - 『開元釈教録』（編纂：智昇）に収録され存在したとの説もあるが、早く散逸した訳経録からの記載であり、『高僧伝』の曇摩蜜多の条にも訳出経典として挙げられていない。よって訳者の混同により二訳ありとの過失が生じたものと考えられ、畺良耶舎訳のみが存在すると考えるのが通説である。
  - その他に、後漢訳と東晋訳が存在したとの記録があるが、いずれも認められていない。[4]

### ウイグル語訳
ウイグル語訳は、残簡が大谷探検隊により敦煌にて発見されているが、漢訳経典からの翻訳とみられている。

## 内容
阿闍世という名の太子が、悪友の提婆達多にそそのかされて、父の頻婆娑羅王を幽閉し餓死させようとした「王舎城の悲劇」を導入部として、王の后である韋提希夫人の願いにより釈迦が、極楽世界や阿弥陀仏、観音・勢至の二菩薩を観想する13の観法を説く。そして、極楽世界に往生する者を「上品上生」から「下品下生」まで九品に分類し、最後に釈迦が阿難に向って「無量寿仏の名号を、常に心にとどめ続けよ」と説く。